# Remderoda
Remderoda ist zusammen mit Münchenroda ein Ortsteil der kreisfreien Stadt Jena in Thüringen.

## Lage
Remderoda befindet sich westlich der Stadt Jena. Das Dorf ist über eine von der Bundesstraße 7 abzweigende Ortsverbindungsstraße erreichbar. Der Ort liegt auf einer etagenmäßig höheren Geländebene. Die Böden sind meist aus Muschelkalkverwitterung gebildet worden. Die Bundesstraße 7 verläuft weiter in Richtung Weimar.

## Geschichte

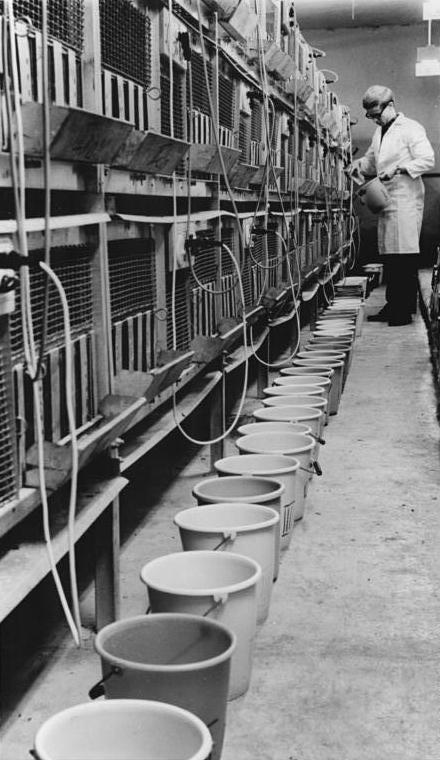
Das ehemalige Lehr- und Versuchsgut im Jahre 1971

Friedrich von Würzburg besaß das Gut Remderoda im Jahre 1308 und verkaufte es an das Kloster Bürgel. Remderoda wurde am 12. Januar 1328 erstmals urkundlich erwähnt. Remderoda war um diese Zeit ein Dorf mit 12 Höfen und einer Kirche, deren Pfarrer sieben Hufen Land bewirtschaften konnte. Die steinigen Böden und Witterung veranlasste die Bauern, die Höfe aufzugeben. 1539 lag das Gut wüst, als es Kurfürst Johann Friedrich an den Jenaer Bürger Konrad Hüttenrauch verpachtete, der es wieder aufbaute. Im Jahre 1664 besaß es ein Eitel Christoph von Spitznasen, woraufhin man das Anwesen oft „Spitznasen's Gut“ nannte.
Im Jahre 1836 hatte das Gut noch 10 Bewohner.
Auch das seit 1308 zum Kloster Bürgel gehörige Vorwerk lag wüst. Die Wüstung wurde dann in Lehen vergeben. Seitdem gibt es den Hof oder das Gut Remderoda, das am 1. Januar 1956 Lehr- und Versuchsgut der Friedrich-Schiller-Universität Jena wurde. Ab dem 1. Januar 1970 wurde es der Universität Leipzig übertragen.

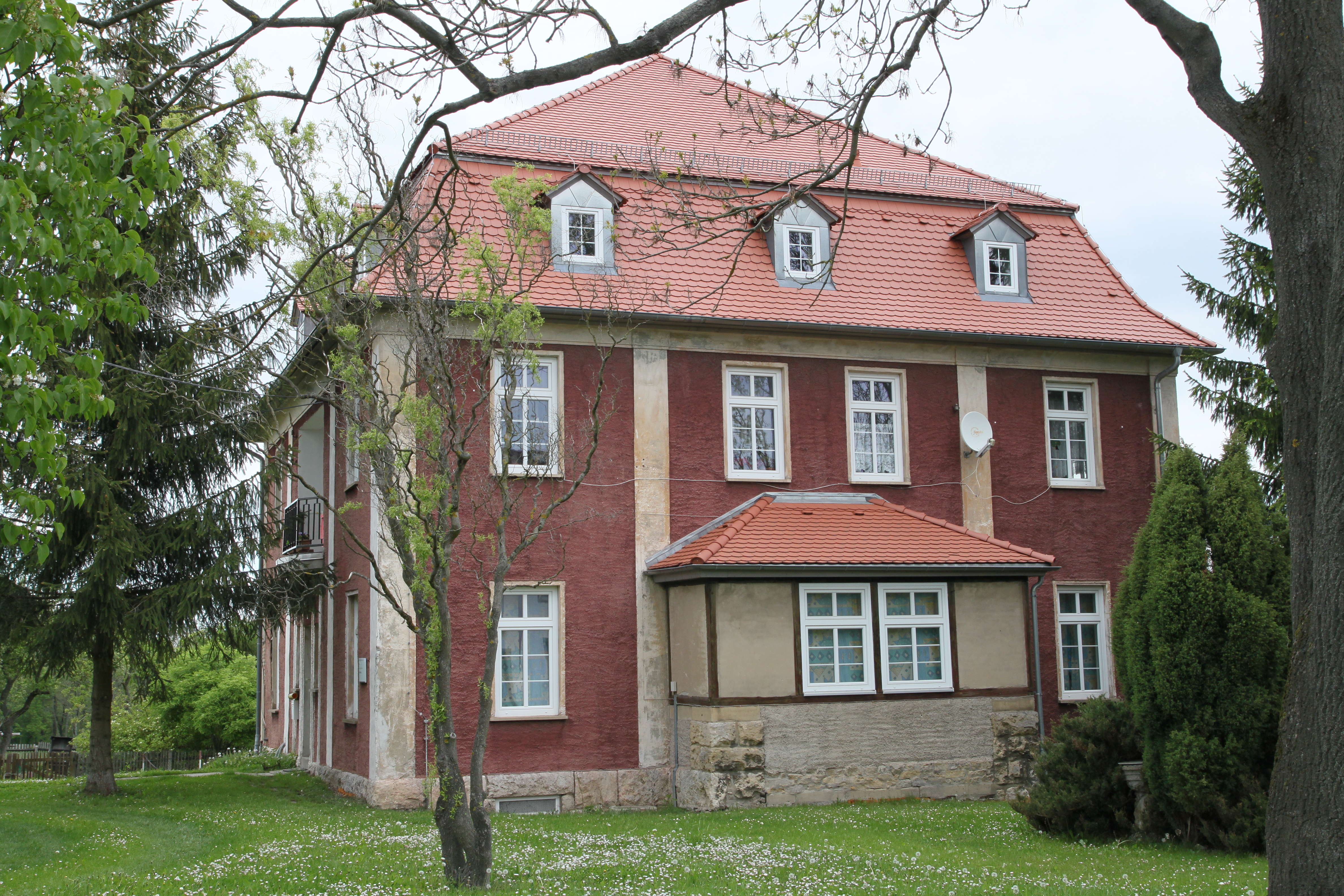
Versuchsgut Friedrich-Schiller-Universität Jena in Remderoda

Nach der Wende erfolgte der Anschluss des Betriebes an die Untersuchungs- und Forschungsanstalt (LUFA) Thüringen und ist jetzt der Thüringer Landesanstalt für Landwirtschaft zugeordnet.